# علي العابد
أبو الحسين علي بن الحسن المثلّث بن الحسن المثنّى ابن الحسن المجتبى بن علي بن أبي طالب، وهو المعروف بعلي العابد وعلي الخير، وأمه أُم عبد الله بنت عامر الكلابية، وكان عابدًا زاهدًا، تزوج من زينب بنت عبد الله بن الحسن بن الحسن بن علي بن أبي طالب فأنجبت له الحسين صاحب فخ، وكان يقال لزينب وزوجها علي بن الحسن الزوج الصالح لعبادتهما.